# Electoral district Cook
Der Landeswahlkreis Cook ist seit 1876 ein Wahlkreis (englisch electoral district) für die Wahl eines Abgeordneten der Legislative Assembly of Queensland.

## Ergebnisse

### Parlamentswahl 2024
| Kandidaten        | Kandidaten        | Parteien                    | Stimmen | %    |
| ----------------- | ----------------- | --------------------------- | ------- | ---- |
|                   | Cynthia Lui       | Labor Party                 | 8.744   | 33,3 |
|                   | David Kempton     | Liberal National Party      | 8.728   | 33,3 |
|                   | Duane Amos        | Katter’s Australian Party   | 5.158   | 19,7 |
|                   | Peter Campion     | Pauline Hanson’s One Nation | 1.832   | 7,0  |
|                   | Troy Miller       | Australian Greens           | 1.765   | 6,7  |
| Gesamt            | Gesamt            | Gesamt                      | 26.227  | 100  |
|                   |                   |                             |         |      |
| Ungültige Stimmen | Ungültige Stimmen | Ungültige Stimmen           | 1.172   | 4,3  |
| Wähler            | Wähler            | Wähler                      | 27.399  | –    |